# Челоховский сельсовет
Челоховский сельсовет — упразднённая административно-территориальная единица, существовавшая на территории Московской губернии и Московской области до 1925 и в 1926—1954 годах.
Челоховский сельсовет был образован в первые годы советской власти. По данным 1919 года он входил в состав Ильинской волости Богородского уезда Московской губернии.
5 января 1921 года Ильинская волость была передана в Егорьевский уезд Рязанской губернии.
4 мая 1922 года Егорьевский уезд был передан в Московскую губернию.
В 1925 году Челоховский с/с был присоединён к Горшковскому с/с, но 16 ноября 1926 года выделен вновь.
В 1929 году Челоховский с/с был отнесён к Егорьевскому району Орехово-Зуевского округа Московской области. При этом к нему был присоединён Горшковский с/с.
14 июня 1954 года Челоховский с/с был упразднён. При этом его территория была передана в Голубевский сельсовет.